# Asthenotricha pycnoconia
Asthenotricha pycnoconia là một loài bướm đêm trong họ Geometridae.